# Chiril Tricolici
Chiril Tricolici (n. 28 septembrie 1924, Lăpușna, raionul Hîncești, Republica Moldova – d. 8 februarie 2006, Lăpușna, raionul Hîncești, Republica Moldova) a fost un scriitor român de cărți polițiste.

## Biografie
Chiril Tricolici a scris romane polițiste (Un cartuș la butonieră, Valetul de treflă), proză pentru copii (Marele Premiu), dar și romane de dragoste (Good bye, Egina! Good bye, Colette!).
În anul 1985, el a realizat scenariul pentru pelicula 'Marele Premiu', în regia Mariei Callas Dinescu.
Scriitorul Chiril Tricolici a murit în anul 2006, după o lungă perioadă de suferințe cauzate de cancer . 

## Cărți
- Un dolar, doi dolari; Valetul de treflă (Ed. Cartea Românească, 1974)
- Rolls-Royce (Ed. Cartea Românească, 1976; reeditată de Ed. Nemira, 2000)
- Campionii (Ed. Ion Creangă, 1978)
- Unde-i duminica? (Ed. Cartea Românească, 1979)
- Calimera! (Ed. Cartea Românească, 1981)
- Scara de incendiu (Ed. Cartea Românească, 1982)
- Plăcerile jocului (Ed. Cartea Românească, 1990)
- Un cartuș la butonieră (Ed. Diamant, 1991; reeditată de Ed. Nemira, 2001)
- Un dolar, doi dolari găuriți (Ed. Nemira, 2000)
- Diavolul înfiat de Dumnezeu. Al doilea adevăr (Ed. Nemira, 2002)
- Nebunul din Dallas / Los Alamos (Ed. Nemira, 2002)
- Good Bye, Egina! Good Bye, Colette! (Ed. Nemira, 2004)